# زیردریایی آی-۴۰۲
زیردریایی آی-۴۰۲ (به انگلیسی: Japanese submarine I-402) یک زیردریایی بود که طول آن ۱۲۲ متر (۴۰۰ فوت) بود. این زیردریایی در سال ۱۹۴۵ ساخته شد.